# Vayola Sanon
 (mai 2025).
Motif : Un seul roman, un prix régional (?), une seule source secondaire centrée, sur le site "Mus'elles".
- Archive Wikiwix
- Bing
- Cairn
- DuckDuckGo
- E. Universalis
- Gallica
- Google
- G. Books
- G. News
- G. Scholar
- Persée
- Qwant
- (zh) Baidu
- (ru) Yandex
- (wd) trouver des œuvres sur Wikidata

| 1. | Préciser le motif de la pose du bandeau. | Précisez le motif de la pose du bandeau en utilisant la syntaxe suivante : {{admissibilité à vérifier\|date=mai 2025\|motif=remplacez ce texte par le motif}}                     |
| 2. | Informer les utilisateurs concernés.     | Pensez à avertir le créateur de l'article, par exemple, en insérant le code ci-dessous sur sa page de discussion : {{subst:avertissement admissibilité à vérifier\|Vayola Sanon}} |

Anne Vayola Sheedlie Sanon, originaire de Jacmel est une autrice haïtienne. À 15 ans, elle publie son premier roman Ma Renaissance en 2021. Elle est lauréate de la première édition du prix Maurice Cadet en 2022.

## Biographie
Vayola Sanon est née à Jacmel et fréquente l'Institution du Bon Pasteur. Elle termine ses études classiques en 2024 dans cet établissement (promotion 2017-2024 "luxcis promo"). Elle partage son temps libre entre lire, jouer de la flûte traversière et écrire.
Après la publication de son roman, elle est invitée, le 19 décembre 2021, dans les locaux de l'Alliance de Jacmel, lors de la finale de la 4e édition du Concours de Nouvelles Littéraires « Mots d'un Écolier ».
Ma Renaissance est son premier roman. Il traite de renouvellement, de réadaptation mais aussi de l’ailleurs et des difficultés à se reconstruire. 
Vayola Sanon est l'une des finalistes du concours de texte sur les impacts de la crise actuelle sur la jouissance des droits fondamentaux en Haiti en décembre 2022. Le 14 mai 2023, son école, l'Institution du Bon Pasteur (IDEPH) de Jacmel, est couronnée championne de la troisième édition du « Tournoi d'éloquence » dont Vayola Sanon était la débatteuse. 

### Publication
- Ma Renaissance : 2021